# 东达尔富尔州
东達爾富爾州（阿拉伯语：‎）是苏丹的18个州之一，位於該國西北部，北接北达尔富尔州，南鄰南蘇丹，西鄰南达尔富尔州，東鄰西科尔多凡州。面积79,460平方千米，人口為1,006,801人（2006年），首府杜艾因。 苏丹政府2011年6月7日批准了苏丹西部达尔富尔地区新行政区划，决定把现有的3个州调整成5个州。东达尔富尔为新设州之一。